# Jean-Laurent Legeay
Jean-Laurent Legeay o Le Geay (Parigi, 1708 – Roma, 1790) è stato un architetto francese, attivo principalmente in Prussia.

## Biografia
Nel 1732 vinse il Gran Premio dell'Accademia reale d'Architettura (precursore del Prix de Rome), che gli permise di soggiornare all'Accademia di Francia a Roma, dopo una lunga parentesi, dal 1737 al 1742. Al suo ritorno a Parigi, fondò un corso di architettura, dove tra i suoi allievi figuravano alcuni dei più prestigiosi architetti del XVIII secolo: Étienne-Louis Boullée, Marie-Joseph Peyre, Charles De Wailly e Pierre-Louis Moreau-Desproux. Ha un'influenza particolare sul modo in cui i disegni vengono realizzati.
Intorno al 1748 fu chiamato a Berlino per collaborare alla costruzione della Cattedrale di Sant'Edvige: il progetto da lui proposto con Georg Wenzeslaus von Knobelsdorff, architetto di Federico II di Prussia, fu realizzato ma modificato. Nell'ottobre 1748 divenne architetto di Cristiano Ludovico II di Meclemburgo-Schwerin, fino alla morte di quest'ultimo nel 1756. Contemporaneamente, fu nominato primo architetto di re Federico II, anche se nel 1763, in seguito ad un alterco col monarca, lasciò la Prussia.
Nel 1766-1767 soggiorna in Inghilterra. Tornato a Parigi, pubblica una serie di stampe ispirate al Piranesi. Rientra a Roma intorno al 1786, dove conclude la sua vita.

## Opere principali
- 1748-1770: Cattedrale di Sant'Edvige di Berlino, assieme a Georg Wenzeslaus von Knobelsdorff, Johann Boumann e Johann Gottfried Büring
- 1762: Sala da ballo del castello di Rostock
- 1765-1766: communs del Neues Palais di Potsdam, assieme a Carl von Gontard

## Galleria d'immagini

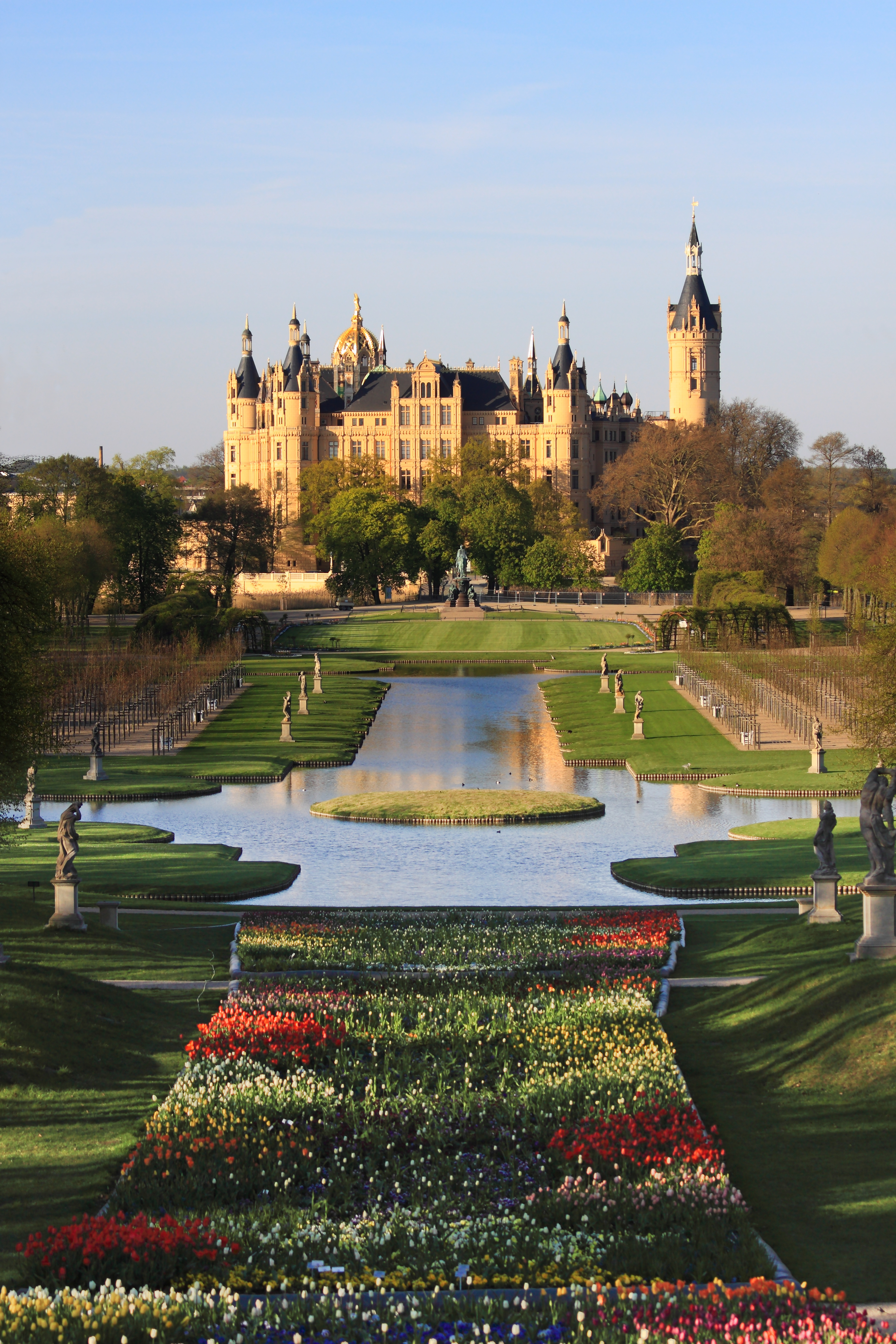
Giardino del Castello di Schwerin
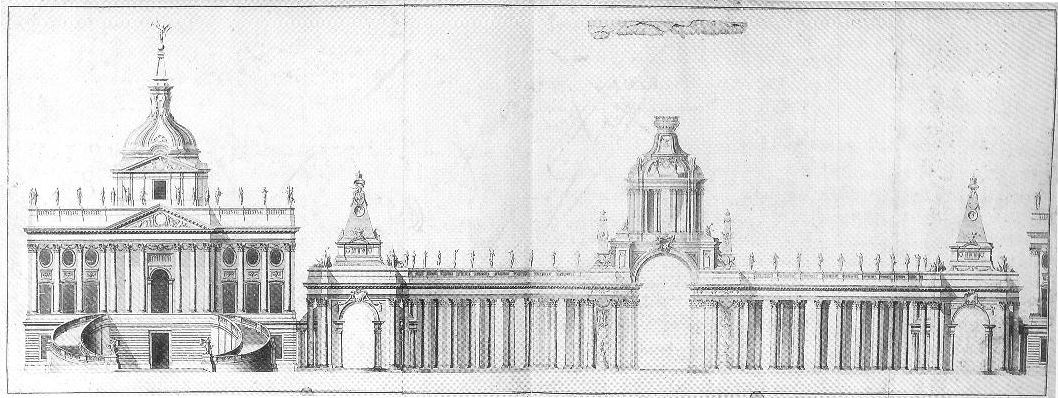
Progetto di massima del padiglione sud del Communs col colonnato adiacente, 1764 ca.
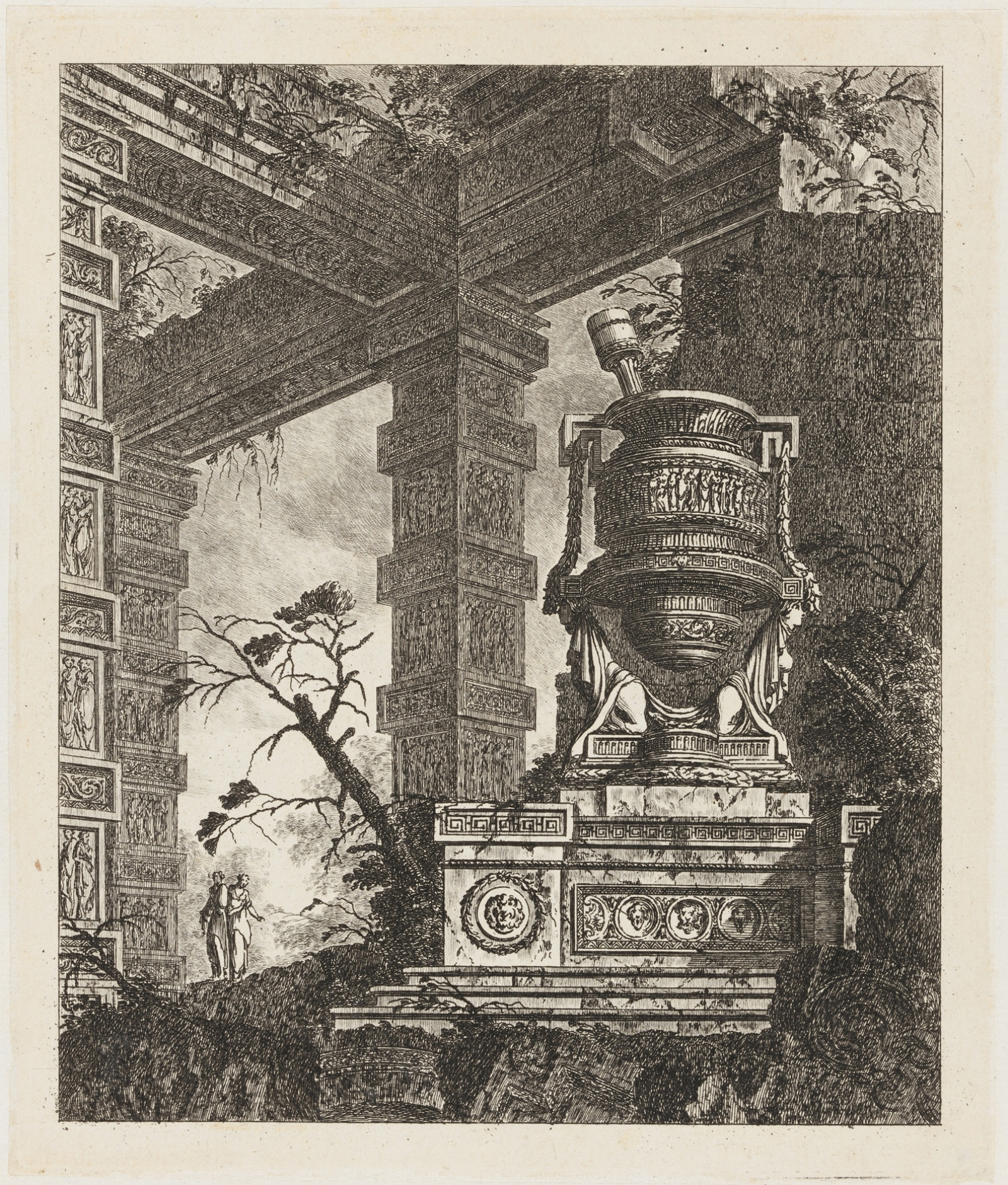
Pagina tratta da Collection de Divers Sujets de Vases, Tombeaux, Ruines et Fontaines